# Velero (profesión)

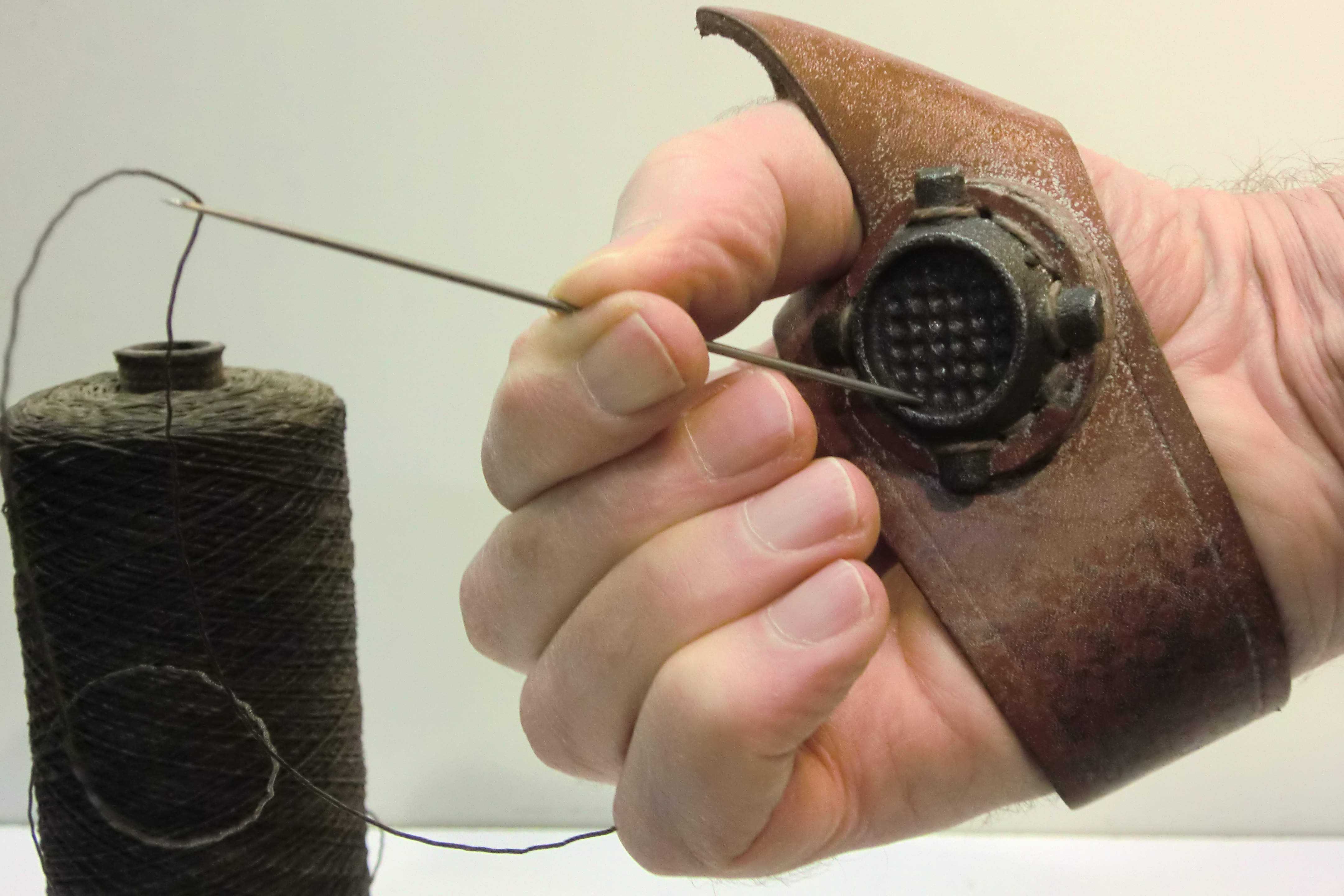
Elementos tradicionales de coser velas: palma, aguja y ovillode hilo.

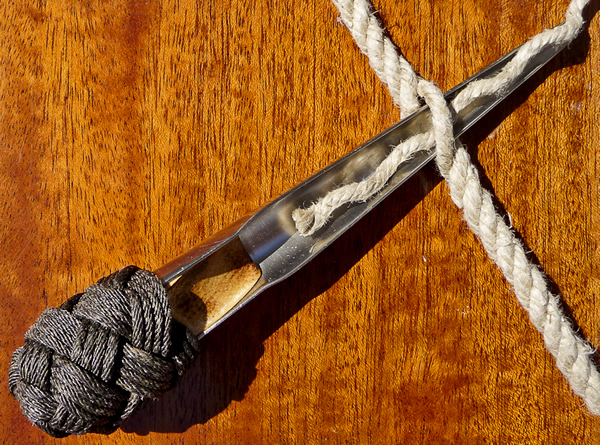
Punzón con concavidad, del tipo llamado sueco.

Antiguamente, un velero era un menestral dedicado a la fabricación de velas de barco y elementos navales auxiliares manufacturados a base de tejidos cosidos. Actualmente, las personas que se dedican al oficio disponen de máquinas de coser, máquinas de cortar, software de diseño y tejidos sintéticos muy variados. Además, pueden beneficiarse de los adelantos científicos y técnicos de todas las disciplinas asociadas. Especialmente en el campo de la aerodinámica. Suelen trabajar para empresas de fabricación de velas, denominadas velerías.

## Elementos del oficio tradicional

### Puesto de trabajo
Los veleros acostumbraban a trabajar en obradores propios, a diferencia de los maestros de azuela que trabajaban a pie de barco o de barca, a los astilleros o en la playa. En casos especiales  las velas podían ser cortadas y cosidas en locales cedidos por las autoridades. Para la Jornada de Túnez  fue habilitado el salón de la Llotja de Mar.

### Materias primeras

#### Tejidos
La materia primera más importante de un maestro velero era el tejido. Para los barcos gordos (galeras, cocas, naves,...) los tejidos eran de lona o similar, a base de cáñamo. Para embarcaciones menores se usaban tejidos más ligeros.
En cuanto a las lonas,  había algunos lugares famosos que producían tejidos especialmente adecuados para hacer velas. El nombre de la localidad determinaba la denominación del tejido: Olonne, Vitré, Pontivi, ... Cataluña producía cáñamo y fabricaba velas en cantidades suficientes para el consumo propio. El tejido más típico era la cotonía.

#### Hilo
El hilo es básico para coser velas de calidad. Una vela no es más que un conjunto de trozos de tela cosidos de manera especialmente reforzada. El hilo básico para las velas tradicionales era hilo de cáñamo.
Había varios tipos de hilo. El hilo de empalomar, más grueso que el de coser velas, se usaba para coser la vela a la relinga.

### Herramientas

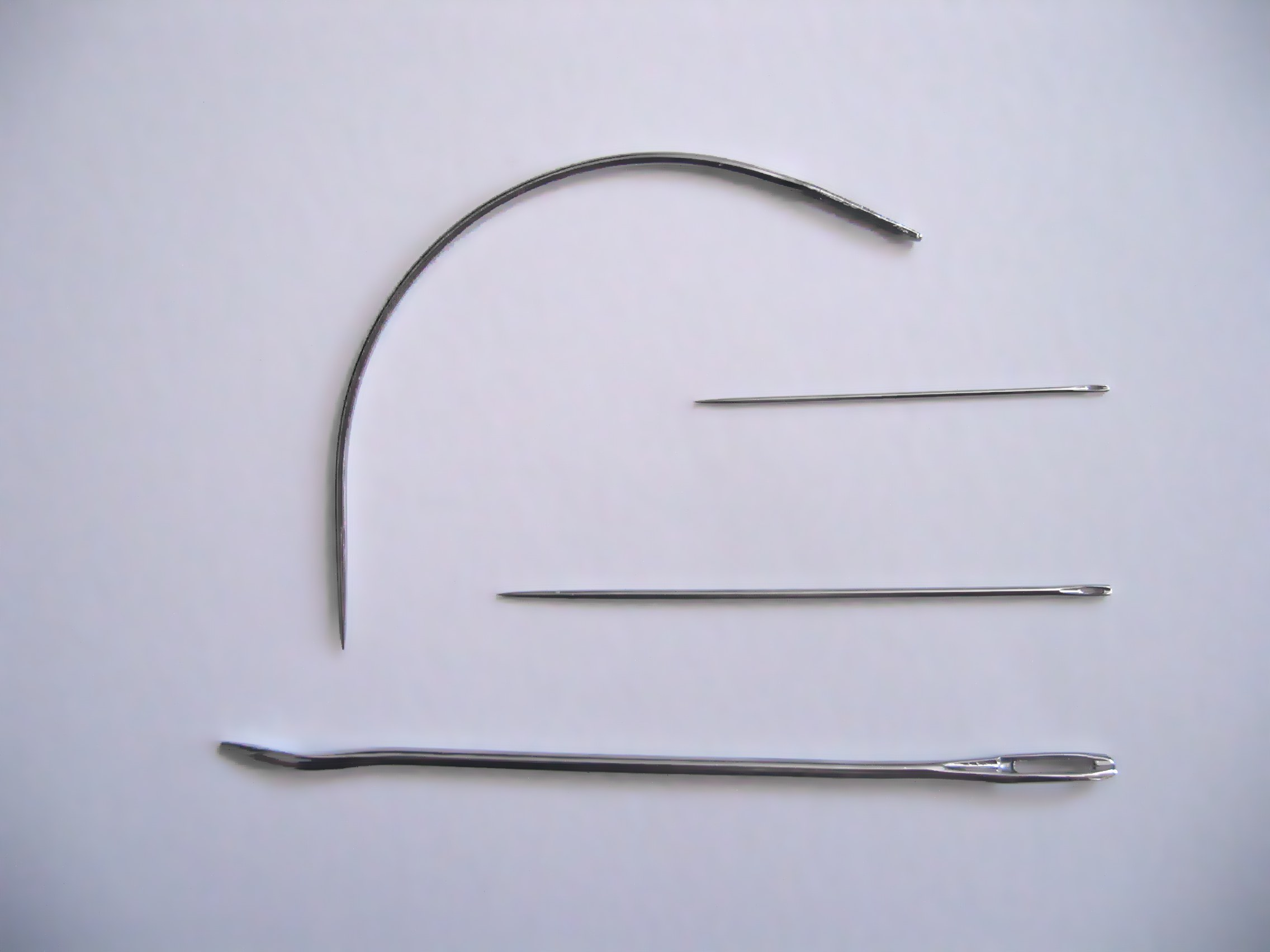
Agujas de velero para coser a mano.

#### Medir, marcar y cortar
Los veleros compraban el tejido a los algodoneros. A menudo se trataba de cotonía de una anchura no documentada, pero estimada entre 40-60 cm. Las piezas tejidas hacían una longitud de unas 60 canes y su precio en Cataluña está documentado en canes. En Valencia los documentos hablan de alnas y en Génova hablan de gúas.
Cada vela estaba formada por varias partes llamadas, genéricamente, versos ( “piezas de tela”). Antes de cortar el tejido de la pieza había que mesurar y marcar las líneas de corte. No hay documentación publicada sobre la unidad de medida de los veleros de Barcelona. No se puede afirmar si los veleros mesuraban con una cana (y palmo de cana) o con una gúa (y palmo de gúa).
Un golpe mesurado el tejido había que marcarlo antes de cortar. No está documentado el instrumento usado por los veleros medievales para marcar las piezas. No es imposible que fuera un simple trozo de carbón. En el caso de marcas curvadas y cortes con curvatura, se empleaba el sistema de la brusca.

#### Banco de coser
Los veleros tradicionales a menudo cosían las velas sentados en un banco de velero o banco de coser.

#### Coser
Para coser el vessos ya cortados hacía falta un hilo adecuado y agujas de varias formas. Las agujas más frecuentes eran rectas y de sección triangular. Para poder empujar la aguja con cierta facilidad, el velero empleaba una herramienta llamada palma. Un dedal no habría sido suficiente teniendo que atravesar tejidos gruesos a menudo plegados en tres y cuatro dobladillos.
Antes de coser los veleros enceraban el hilo con cera de abejas. Un hilo encerado deslizaba más fácilmente.
En ciertos casos había que inmovilizar una parte del tejido con el que el velero estaba trabajando. Esto se podía hacer con piezas pesadas, punzones o similares.
En otros casos había que estirar una parte del tejido o de una ralinga con un gancho parecido a los de los estibadores. Para sujetar dos piezas, estirando con una mano y cosiendo con la otra, se empleaba un gancho de velero ("sailmaker's hook" en inglés). El gancho se clavaba a las prendas de ropa y se ligaba en el banco. Esto permitía que el velero tuviera las dos manos libres.

#### Decorar
No siempre las velas eran enteramente “blancas”, entendiendo por blanco el color del tejido original. Hay contratos de construcción que especifican versos de color rojo para alternarlos con los blancos. Probablemente los veleros compraban la cotonía ya tintada de rojo.
Un aspecto interesante, que muestran las representaciones pintadas y miniaturas de los barcos medievales y modernos,  es el de las cruces que muestran algunas velas. Particularmente algunas naves portuguesas y galeras catalanas. No está documentado si se trataba cruces pintadas o cosidas sobre la vela. También se desconoce si este trabajo de decorar las velas con cruces correspondía a los maestros veleros.

## Documentos
- 1359. Velas de la galera “Siendo Johan Evangelista”: artimó (41 vessos), terçarol (30 vessos), lobo de proha (31 vessos). Media (21 vessos).[9]
- 1396. En el parlamento presidido por la reina Maria de Luna se especifican los colores de las banderas y señales que tenían que llevar dos galeras.

Item es estat ordenat, que les galees no porten vanderes, cendals, ne panys de senal alcu, sino del Comtat de Barcelona, ço es, barres grogues é vermelles tan solament
Memorias de la Real academia de la historia .

- 1414. En Valencia: “Item, pagué a·n Ribes por una libra de hilo de enpalomar para coser velas...1 sueldo 4 dinero.”[10]
- 1435. Precio de velas para la carabela “La Barcelonesa”: trinquete, saca, media y tres bonetes. El còmit, Narciso Argullol pagó 165 libras.[11]
- 1458. Nombramiento del oficio de “Velero del General de Cataluña” a cargo del maestro velero Pere Madrenchs.[12][13][14]

Març del any M CCCC LVIII. Dimecres, primer die de març. Valer. Aquest die los honorables deputats e oïdors de comptes provehiren en Pere Madrenchs, valer, del ofici de valer del General de Cathalunya, axí que, d’aquí avant, ell haje càrrech de fer totes veles, axí com són treus, bonetes, triquets, artimons de galeres, lops, bordes, tendes e tendals de galeres, galiotes, bargantins, e totes altres coses a son ofici pertanyents, axí per a ops de naus e galeres com de altres qualsevol vaxells marítims.
Dietaris de la Generalitat de Catalunya.

- 1505. Aprobación por Fernando de Aragón de nuevas ordinaciones para la Cofradía de los algodoneros de Barcelona. La cédula remarca la gran importancia del gremio para las velas de los barcos.[15][16]
- 1585. Frederic Despalau, "drassaner major" de los Astilleros de Barcelona.[17]

A 22 de maig de 1585 volgué Sa Magestat, ab les persones reals, anar a la drassana per a veure lansar en mar unes galeres, la capitana que havie de ser de España  y dos galeres que havien fetes per a navegar a les Indies, que may se n’havien fetes així, perquè eren de dos cuberts y de 20 bancs, y’s digué aprés feren bons prova per aquelles mars... Perqué en tots los regnes del rei no y à millor comoditat per a fer galeres que en Catalunya, per lo gran aparell que y à de fusta, ferro, canyem y abres y antenes y rems, que tot ho produeix la terra amb molta abundància...
Cavallers i ciutadans a la Catalunya del Cinc-cents. Antoni Simón i Tarrés. Pàgina 125.